# Ardisia benomensis
Ardisia benomensis là một loài thực vật có hoa trong họ Anh thảo. Loài này được M.R.Hend. mô tả khoa học đầu tiên năm 1927.